# Портер (Оклахома)
Портер (енгл. Porter) град је у америчкој савезној држави Оклахома.

## Демографија
По попису из 2010. године број становника је 566, што је 8 (-1,4%) становника мање него 2000. године.
| Група             | 2000.       | 2010.       |
| Белци             | 462 (80,5%) | 415 (73,3%) |
| Афроамериканци    | 22 (3,8%)   | 33 (5,8%)   |
| Азијати           | 0 (0,0%)    | 3 (0,5%)    |
| Хиспаноамериканци | 6 (1,0%)    | 15 (2,7%)   |
| Укупно            | 574         | 566         |